# Slivnica (Dimitrovgrad)
Pour les articles homonymes, voir Slivnica.
Slivnica (en serbe cyrillique : Сливница) est un village de Serbie situé dans la municipalité de Dimitrovgrad, district de Pirot. Au recensement de 2011, il comptait 5 habitants.

## Démographie
| 1948 | 1953 | 1961 | 1971 | 1981 | 1991 | 2002 | 2011 |
| ---- | ---- | ---- | ---- | ---- | ---- | ---- | ---- |
| 224  | 224  | 177  | 103  | 56   | 32   | 18   | 5    |

|  |